# Ernst Kretschmer
Ernst Kretschmer (Wüstenrot, 8 oktober 1888 – Tübingen, 8 februari 1964) was een prominent Duits psychiater uit het midden van de vorige eeuw, die een verband probeerde te leggen tussen lichamelijke constitutie en persoonlijkheidskenmerken.

## Biografie
Kretschmer bezocht de Cannstatt Hochschule, een van de oudste gymnasia in Stuttgart. Hij studeerde van 1906 tot 1912 theologie, geneeskunde en filosofie aan de Universiteiten van Tübingen, München en Hamburg. Vanaf 1913 was hij assistent van Robert Gaupp in Tübingen, alwaar hij in 1918 promoveerde. Hij fungeerde daarna tot 1926 als assistent medisch directeur. In 1926 werd hij tot directeur benoemd van de psychiatrische kliniek van aan de Universiteit van Marburg. Hij was oprichter van de AÄGP (Allgemeinen Ärztlichen Kongresses für Psychotherapie) die op 12 januari 1927 werd opgericht. Hij was vanaf 1929 president van de AÄGP, maar verliet in 1933 onder protest deze stichting vanwege de raciale-hygiënische wetgeving in Duitsland. Van 1946 tot 1959, was Kretschmer ten slotte directeur van de psychiatrische kliniek van de Universiteit van Tübingen.

## Wetenschappelijk werk
Kretschmer beschreef als eerste de Persisterende Vegetatieve Toestand, later ook wel Kretschmer syndroom genoemd (zie ook Coma vigil). Een andere medische term aan hem ontleend is Kretschmers sensitieve paranoia. En tussen 1915 en 1921 ontwikkelde hij een differentiaaldiagnose ter onderscheiding van schizofrenie en manisch-depressieve stoornis.

### Lichaamstypen
Kretschmer verwierf bekendheid door zijn indeling van lichaamstypes. Hij onderscheidde daarbij drie lichaamstypen, het asthenische/leptosome type (tenger en lang), het atletische type (grove botten, gespierd) en het pyknische type (gedrongen, dik). Elk van deze lichaamstypen was volgens Kretschmer verbonden met een persoonlijkheidstrek, en predisponeerde tot een bepaalde vorm van psychopathologie. Zo was het pyknische type vriendelijk, extravert en sociaal ingesteld, en neigend tot manisch-depressiviteit. Het asthenische type tendeerde naar introversie en (in de pathologische variant) tot negatieve symptomen van schizofrenie. Het atletische type ten slotte was verbonden met eigenschappen als assertiviteit en agressiviteit, en (in de pathologische variant) met epilepsie. Het idee dat lichaamstypen geassocieerd zijn met bepaalde persoonlijkheidskenmerken of vormen van psychopathologie speelt in moderne theorieën van de menselijke persoonlijkheid nauwelijks meer een rol van betekenis.

### Karaktertypes
Kretschmer onderscheidde verder twee basale karaktergroepen. De eerste groep was Schizothymie, fluctuerend tussen de polen hyperesthetisch (overgevoelig)) en anesthetisch (kil) karakter. De tweede was Cyclothymie, met als polen depressiviteit (terneergeslagen) en hypomanie (overdreven opgewekt).

## Publicaties
- Wahnbildung und manisch-depressiver Symptomenkomplexe, Berlin, (1914, dissertation) (development of delusion and manic-depressive symptom complex)
- Der sensitive Beziehungswahn, Berlin(1918), 2. Aufl. Berlin (1927), habilitation) (the sensitive relative delusion)
- Physique and Character (International Library of Psychology) (1931), Routledge, ISBN 0-415-21060-7
- Medizinische Psychologie, (1922) (medical psychology)
- Hysteria, Reflex, and Instinct, Leipzig (1923) Greenwood, ISBN 0-8371-5754-4
- Die Veranlagung zu seelischen Störungen, mit Ferdinand Adalbert Kehrer (1883-1966), Berlin (1924) (the disposition for psychic disturbances)
- Störungen des Gefühlslebens, Temperamente, Handbuch der Geisteskrankheiten. Band 1. Berlin (1928) (psychic disturbances and temperaments)
- The Psychology of Men of Genious (International Library of Psychology), Berlin (1929), Routledge, ISBN 0-415-21061-5
- Das apallische Syndrom, in Ztschr. Neurol. Psychiat, 169,576-579 (1940) (the apallic syndrome)
- Psychotherapeuthische Studien, Stuttgart (1949) (psychotherapeutic studies)
- Robert Gaupp zum Gedächtnis, Deutsche medizinische Wochenschrift, Stuttgart (1953) 78: 1713. (in memory of Robert Gaupp)
- Gestufte Aktivhypnose - Zweigleisige Standardmethode, In: V. E. Frankl, V.v. Gebsattel and J.H. Schultz, Hrsg.: Handbuch der Neurosenlehre und Psychotherapie, Band IV, pp. 130-141. Urban & Schwarzenberg, München-Berlin (1959)
- Gestalten und Gedanken (1963) (characters and thoughts)
- Ideology and ethics. The perversion of German psychiatrists’ ethics by the ideology of National Socialism. by L. Singer, Eur. Psychiatry 1998
- Un apercu sur la psychiatrie sociale allemande en 1934. by J. Bieder, Ann. Med. Psychol. 1996
- Priwitzer, Martin, Ernst Kretschmer und das Wahnproblem, (Ernst Kretschmer and the problem of delusion) Dissertation, 2004
- Millon, T., Grossman, S., Millon, C., Meagher, S & Ramnath, R. (2004). Personality disorders in modern life (2nd edition). Hoboken: John Wiley & Sons, Inc.